# Timo Salonen
Timo Salonen (Helsinki, 8 ottobre 1951) è un ex pilota di rally finlandese, vincitore di un Mondiale rally nel Gruppo B.

## Carriera da pilota
Dopo aver gareggiato per i team Datsun e Nissan fu ingaggiato dalla Peugeot per volere di Jean Todt, inizialmente come seconda guida, nel 1985. Fu un incidente occorso al suo compagno di squadra che gli permise di diventare campione del mondo nella sua specialità in quello stesso anno. Si trattava del primo campionato vinto per la casa francese.
Nell'albo d'oro del Mondiale rally figura all'undicesimo posto a pari merito con Stig Blomqvist grazie alle sue 11 vittorie mondiali.

## Titoli vinti
| Stagione | Campionato                 | Auto            |
| -------- | -------------------------- | --------------- |
| 1985     | Campionato del mondo rally | Peugeot 205 T16 |
È arrivato anche 2º nel 1983 e 3º nel 1986.

## Palmarès
| #       | Rally                        | Stagione | Co-pilota   | Auto                  |
| ------- | ---------------------------- | -------- | ----------- | --------------------- |
| Argento | WRC Rally of Finland         | 1989     | V. Silander | Mazda 323 (BF/3)      |
| Argento | WRC Rally of Great Britain   | 1988     | V. Silander | Mazda 323 (BF/3)      |
| Oro     | WRC Swedish Rally            | 1987     | S. Harjanne | Mazda 323 (BF/3)      |
| Argento | WRC Rallye Monte Carlo       | 1986     | S. Harjanne | Peugeot 205 T16 E2    |
| Oro     | WRC Rally of Finland         | 1986     | S. Harjanne | Peugeot 205 T16 E2    |
| Oro     | WRC Rally of Great Britain   | 1986     | S. Harjanne | Peugeot 205 T16       |
| Bronzo  | WRC Rallye Monte Carlo       | 1985     | S. Harjanne | Peugeot 205 T16 E1    |
| Bronzo  | WRC Swedish Rally            | 1985     | S. Harjanne | Peugeot 205 T16 E1    |
| Oro     | WRC Rallye de Portugal       | 1985     | S. Harjanne | Peugeot 205 T16 E1    |
| Oro     | WRC Acropolis Rally          | 1985     | S. Harjanne | Peugeot 205 T16 E1    |
| Oro     | WRC Rally New Zealand        | 1985     | S. Harjanne | Peugeot 205 T16 E1    |
| Oro     | WRC Rally Argentina          | 1985     | S. Harjanne | Peugeot 205 T16 E1    |
| Oro     | 'WRC Rally of Finland        | 1985     | S. Harjanne | Peugeot 205 T16 E2'   |
| Argento | WRC Rallye San Remo          | 1985     | S. Harjanne | Peugeot 205 T16 E2'   |
| Argento | WRC Rally New Zealand        | 1983     | S. Harjanne | Nissan Silvia 240RS   |
| Oro     | WRC Bandama Rallye           | 1981     | S. Harjanne | Nissan Violet 160J GT |
| Argento | WRC Acropolis Rally          | 1980     | S. Harjanne | Nissan Violet 160J GT |
| Oro     | WRC Rally New Zealand        | 1980     | S. Harjanne | Nissan Violet 160J GT |
| Argento | WRC Acropolis Rally          | 1979     | S. Harjanne | Nissan Violet 160J GT |
| Argento | WRC Canadian Rally of Quebec | 1979     | S. Harjanne | Nissan Violet 160J GT |
| Bronzo  | WRC Rally of Great Britain   | 1979     | S. Pegg     | Nissan Violet 160J GT |
| Argento | WRC Rally of Finland         | 1978     | E. Nyman    | Fiat 131 Mirafiori    |
| Argento | WRC Rally of Finland         | 1977     | J. Markkula | Fiat 131 Mirafiori    |
| Oro     | WRC Canadian Rally of Quebec | 1977     | J. Markkula | Fiat 131 Mirafiori    |

## Risultati nel WRC
| 1974 | Scuderia | Vettura    |  |  |    |  |  |  |  |  |  |  |  |  |  |  |  |  | Punti | Pos. |
| ---- | -------- | ---------- |  |  | -- |  |  |  |  |  |  |  |  |  |  |  |  |  | ----- | ---- |
| 1974 |          | Mazda 1300 |  |  | 22 |  |  |  |  |  |  |  |  |  |  |  |  |  |       |      |

| 1975 | Scuderia | Vettura            |  |  |  |  |  |  |   |  |  |  |  |  |  |  |  |  | Punti | Pos. |
| ---- | -------- | ------------------ |  |  |  |  |  |  | - |  |  |  |  |  |  |  |  |  | ----- | ---- |
| 1975 |          | Datsun Violet 160J |  |  |  |  |  |  | 6 |  |  |  |  |  |  |  |  |  |       |      |

| 1976 | Scuderia | Vettura     |  |  |  |  |  |  |   |  |  |  |  |  |  |  |  |  | Punti | Pos. |
| ---- | -------- | ----------- |  |  |  |  |  |  | - |  |  |  |  |  |  |  |  |  | ----- | ---- |
| 1976 |          | Datsun 160J |  |  |  |  |  |  | 6 |  |  |  |  |  |  |  |  |  |       |      |

| 1977 | Scuderia | Vettura         |  |  |  |  |  |  |   |   |  |  |     |  |  |  |  |  | Punti | Pos. |
| ---- | -------- | --------------- |  |  |  |  |  |  | - | - |  |  | --- |  |  |  |  |  | ----- | ---- |
| 1977 | Autonovo | Fiat 131 Abarth |  |  |  |  |  |  | 2 | 1 |  |  | Rit |  |  |  |  |  |       |      |

| 1978 | Scuderia                      | Vettura         |  |     |  |  |  |   |     |  |  |  |  |  |  |  |  |  | Punti | Pos. |
| ---- | ----------------------------- | --------------- |  | --- |  |  |  | - | --- |  |  |  |  |  |  |  |  |  | ----- | ---- |
| 1978 | Fiat Alitalia e Alitalia Fiat | Fiat 131 Abarth |  | Rit |  |  |  | 2 | Rit |  |  |  |  |  |  |  |  |  |       |      |

| 1979 | Scuderia                               | Vettura     |  |  |  |  |   |    |   |   |     |  |   |  |  |  |  |  | Punti | Pos. |
| ---- | -------------------------------------- | ----------- |  |  |  |  | - | -- | - | - | --- |  | - |  |  |  |  |  | ----- | ---- |
| 1979 | N.I. Theocharakis e Team Datsun Europe | Datsun 160J |  |  |  |  | 2 | SQ | 5 | 2 | Rit |  | 3 |  |  |  |  |  | 50    | 4º   |

| 1980 | Scuderia | Vettura                          |  |   |     |  |   |  |   |   |     |     |     |  |  |  |  |  | Punti | Pos. |
| ---- | --- | -------------------------------- |  | - | --- |  | - |  | - | - | --- | --- | --- |  |  |  |  |  | ----- | ---- |
| 1980 | Team Datsun Sweden, Team Datsun Europe, N.I. Theocharakis, Aroyhtymä, Team Datsun e Team Datsun Europe / Castrol | Datsun 160J e Datsun Violet 160J |  | 7 | Rit |  | 2 |  | 6 | 1 | Rit | Rit | Rit |  |  |  |  |  | 45    | 7º   |

| 1981 | Scuderia                                                                                  | Vettura                               |  |  |     |   |     |     |     |  |   |    |   |     |  |  |  |  | Punti | Pos. |
| ---- | ----------------------------------------------------------------------------------------- | ------------------------------------- |  |  | --- | - | --- | --- | --- |  | - | -- | - | --- |  |  |  |  | ----- | ---- |
| 1981 | Team Datsun Europe, D.T. Dobie / Team Datsun, N.I. Theocharakis, Ma. Ma. Sa. e Comafrique | Datsun Violet GT e Datsun Violet 160J |  |  | Rit | 4 | Rit | Rit | Rit |  | 4 | 12 | 1 | Rit |  |  |  |  | 40    | 6º   |

| 1982 | Scuderia                                                     | Vettura                                                   |  |  |     |    |  |     |   |  |   |  |  |     |  |  |  |  | Punti | Pos. |
| ---- | ------------------------------------------------------------ | --------------------------------------------------------- |  |  | --- | -- |  | --- | - |  | - |  |  | --- |  |  |  |  | ----- | ---- |
| 1982 | Team Nissan Europe, N.I. Theocharakis e Nissan Motor Co. Ltd | Nissan Violet GTS, Nissan Silvia Turbo e Nissan Violet GT |  |  | Rit | SQ |  | Rit | 4 |  | 4 |  |  | Rit |  |  |  |  | 20    | 11º  |

| 1983 | Scuderia                                                                                 | Vettura      |    |  |     |     |  |     |   |  |   |  |  |     |  |  |  |  | Punti | Pos. |
| ---- | ---------------------------------------------------------------------------------------- | ------------ | -- |  | --- | --- |  | --- | - |  | - |  |  | --- |  |  |  |  | ----- | ---- |
| 1983 | Team Nissan Europe, D.T. Dobie & Co, N.I. Theocharakis, Dealer Team Nissan e Auto Keskus | Nissan 240RS | 14 |  | Rit | Rit |  | Rit | 2 |  | 8 |  |  | Rit |  |  |  |  | 18    | 13º  |

| 1984 | Scuderia                                                                    | Vettura      |    |  |  |   |  |   |   |  |  |  |  |   |  |  |  |  | Punti | Pos. |
| ---- | --------------------------------------------------------------------------- | ------------ | -- |  |  | - |  | - | - |  |  |  |  | - |  |  |  |  | ----- | ---- |
| 1984 | Team Nissan Europe, D.T. Dobie & Co, N.I. Theocharakis e Dealer Team Nissan | Nissan 240RS | 10 |  |  | 7 |  | 6 | 4 |  |  |  |  | 6 |  |  |  |  | 27    | 10º  |

| 1985 | Scuderia             | Vettura                                        |   |   |   |   |     |   |   |   |   |   |  |     |  |  |  |  | Punti | Pos. |
| ---- | -------------------- | ---------------------------------------------- | - | - | - | - | --- | - | - | - | - | - |  | --- |  |  |  |  | ----- | ---- |
| 1985 | Peugeot Talbot Sport | Peugeot 205 Turbo 16 e Peugeot 205 Turbo 16 E2 | 3 | 3 | 1 | 7 | Rit | 1 | 1 | 1 | 1 | 2 |  | Rit |  |  |  |  | 127   | 1º   |

| 1986 | Scuderia             | Vettura                 |   |     |     |  |     |     |   |  |   |  |  |   |  |  |  |  | Punti | Pos. |
| ---- | -------------------- | ----------------------- | - | --- | --- |  | --- | --- | - |  | - |  |  | - |  |  |  |  | ----- | ---- |
| 1986 | Peugeot Talbot Sport | Peugeot 205 Turbo 16 E2 | 2 | Rit | Rit |  | Rit | Rit | 5 |  | 1 |  |  | 1 |  |  |  |  | 63    | 3º   |

| 1987 | Scuderia                | Vettura       |     |   |     |  |  |  |  |  |  |     |  |  |  |  |  |  | Punti | Pos. |
| ---- | ----------------------- | ------------- | --- | - | --- |  |  |  |  |  |  | --- |  |  |  |  |  |  | ----- | ---- |
| 1987 | Mazda Rally Team Europe | Mazda 323 4WD | Rit | 1 | Rit |  |  |  |  |  |  | Rit |  |  |  |  |  |  | 20    | 14º  |

| 1988 | Scuderia                | Vettura       |   |     |  |  |  |     |  |  |  |   |  |  |   |  |  |  | Punti | Pos. |
| ---- | ----------------------- | ------------- | - | --- |  |  |  | --- |  |  |  | - |  |  | - |  |  |  | ----- | ---- |
| 1988 | Mazda Rally Team Europe | Mazda 323 4WD | 5 | Rit |  |  |  | Rit |  |  |  | 4 |  |  | 2 |  |  |  | 33    | 5º   |

| 1989 | Scuderia                | Vettura       |    |    |  |  |  |  |  |  |   |  |  |  |   |  |  |  | Punti | Pos. |
| ---- | ----------------------- | ------------- | -- | -- |  |  |  |  |  |  | - |  |  |  | - |  |  |  | ----- | ---- |
| 1989 | Mazda Rally Team Europe | Mazda 323 4WD | SQ | 22 |  |  |  |  |  |  | 2 |  |  |  | 6 |  |  |  | 21    | 12º  |

| 1990 | Scuderia                | Vettura                       |   |     |  |  |  |  |  |   |  |  |  |     |  |  |  |  | Punti | Pos. |
| ---- | ----------------------- | ----------------------------- | - | --- |  |  |  |  |  | - |  |  |  | --- |  |  |  |  | ----- | ---- |
| 1990 | Mazda Rally Team Europe | Mazda 323 4WD e Mazda 323 GTX | 8 | Rit |  |  |  |  |  | 6 |  |  |  | Rit |  |  |  |  | 9     | 25º  |

| 1991 | Scuderia                   | Vettura                |   |     |  |  |  |     |  |  |    |   |  |  |  |   |  |  | Punti | Pos. |
| ---- | -------------------------- | ---------------------- | - | --- |  |  |  | --- |  |  | -- | - |  |  |  | - |  |  | ----- | ---- |
| 1991 | Mitsubishi Ralliart Europe | Mitsubishi Galant VR-4 | 8 | Rit |  |  |  | Rit |  |  | SQ | 5 |  |  |  | 4 |  |  | 21    | 13º  |

| 1992 | Scuderia                   | Vettura                |   |  |   |  |  |  |  |  |  |  |  |  |  |  |  |  | Punti | Pos. |
| ---- | -------------------------- | ---------------------- | - |  | - |  |  |  |  |  |  |  |  |  |  |  |  |  | ----- | ---- |
| 1992 | Mitsubishi Ralliart Europe | Mitsubishi Galant VR-4 | 6 |  | 5 |  |  |  |  |  |  |  |  |  |  |  |  |  | 14    | 20º  |

| 2002 | Scuderia | Vettura         |  |  |  |  |  |  |  |  |    |  |  |  |  |  |  |  | Punti | Pos. |
| ---- | -------- | --------------- |  |  |  |  |  |  |  |  | -- |  |  |  |  |  |  |  | ----- | ---- |
| 2002 |          | Peugeot 206 WRC |  |  |  |  |  |  |  |  | 14 |  |  |  |  |  |  |  | 0     |      |

| Legenda | 1º posto | 2º posto | 3º posto | A punti | Senza punti | Ritirato | Squalificato | NP=Non partito C=Gara cancellata | Apice=Power stage |